# Nyctemera harca
Nyctemera harca là một loài bướm đêm thuộc phân họ Arctiinae, họ Erebidae.